# 山寨文化
山寨文化，泛指对知名或权威事物的仿冒，多含有贬义。常见于但不只限於电子产品领域，尤其是繼成衣、鞋類、手机，近來陸續延伸到智能家電與所有3C产品領域，甚至汽機車等高度複雜的工業產品。
二十世紀早期，仿冒手段在工業化較遲起步的國家（例如德國、日本、韓國）中很常見，但因為當年貿易規模限制，這類山寨產品的生產規模通常不大，且以滿足國內需求、替代進口為主，但在全球化後的2000年代開始，網路等信息流通快速，中國大陸出口型態的特殊仿冒文化成風，這些通常都只會在商標、外觀上跟隨流行（仿冒），到逐漸出現以代工工廠零件所拼揍的供應鏈（高仿），後來甚至會出現能自行研發專利的大型公司（山寨品牌化）。山寨的技術也從單純品牌山寨變成產品功能、專利的山寨，這在西方眾籌網站（如Kickstarter）流行後尤甚，所以山寨雖然有貶義，但有些山寨產品品質優異，科技類山寨品甚至提供超越正品的功能，使得山寨文化還成為了一種反抗大公司的象徵。
手段一般從最簡單只在外觀上做手腳，再到功能體驗也與參考的知名對像極為相似開始，逐漸以動用逆向工程的拷貝方式，或者升級到挖角對方技術、設計人員的專利借鑒，還有竊聽到產品理念的風聲就先行開發，趕在對手「推出前就先被山寨」的驚人抄襲速度。雖然絕大多數山寨業者通常都成立不久，便因為疏於經營而倒閉，但仍有少數山寨業者勤於研發和營運，最終達致有效控制成本和品質平衡，加上後續改良能夠甚至追趕上原創產品，這種知名的山寨廠商代工仿製各廠商的產品，不但不會被淘汰，長期下來的價格優勢會變得十分明顯，原創產品若價格過高，未有足夠準備，即有可能陷入激烈市場競爭。

## 起源
“山寨”一词的字面含义是筑有栅栏等防御工事的山庄，引申为盗贼、土匪或无政府管理之意。在粤语中，常用山寨厂来描述小规模、低成本的小工廠、家庭式作坊或家庭代工；此类小型作坊往往以代工和仿制为主，缺乏设计能力和自有品牌，也只著重於一樣單品。自1980年代改革開放，於中國大陸（特別是廣東省）投資設廠的很多是香港人，「山寨」一詞於是傳入。

## 产品

### 電子產品
由于逃避了设计、品牌、专利和许可的费用，山寨产品通常具备低廉的成本和售价，在低端市场具备很强的竞争力。同时，许多山寨产品模仿和冒充知名产品的品牌和外观。但是另一方面，山寨产品往往也会添加原产品所不具备的特性和功能来满足草根阶层的消费需要，例如具备“超长待机”、“超大音响”、“双卡双待机”的手机产品等，这一行为有时也被称为“第二代创新”。
近年，部份中國的山寨電子公司正逐漸轉型，轉以出口山寨產品到非洲，佔當地市場30%。
部份山寨商仍緊隨內地一般民眾追求名牌電子產品的需求，例如在2015年蘋果手錶發佈後不久就推出仿製其外觀的山寨品。这些山寨的商品会被换一个品牌，但是和原商标极为相似。例如山寨“iPhone”会被换成“iPheno”等，而且会借用苹果的标志来山寨冒充各种东西，例如打火机、服饰、鞋子甚至还有书籍。

### 食品
中國網友發現一款在包裝外觀上與日本知名土產「白色戀人」極為相似的山寨「西湖戀人」、「魔都戀人」餅乾，在淘寶販售。在日本亦有“大阪恋人”、“黑色恋人”、“黄色恋人”、“有趣恋人”、“秋田恋人”等十余种相似产品。2018年则有香港媒体爆出广东省中山市的一个厂家以“维他牛”的商标生产黄色包装的冻柠茶饮料，并标注“香港品牌”等字样，与香港品牌维他柠檬茶十分相似。
由於農村地帶消費者維權的薄弱，故山寨食品比城市氾濫。

### 汽車
中國大陸自主汽車品牌「眾泰汽車」由於多款車型的外觀、內飾等山寨保時捷卡宴/Macan、大眾途觀、大眾途銳、大眾高爾夫6、奧迪Q5、奧迪Q3、奧迪A6、本田雅閣、豐田Terios、豐田Allion、鈴木Alto等知名車型而引發爭議。其中部分4S店更為購買「眾泰SR9」的顧客提供山寨保時捷標誌。

### 廣吿
抄襲外國廣告（例如泰國、意大利等）。

## 评价

### 正面评价
香港企业家王維基认为，如果山寨只是模仿产品构思而不侵犯專利或版權，就是合法的。以优酷模仿YouTube为例，规模小、有弹性，反而是理想的創業模式。
德国学者Jörg Jelden认为，中国的山寨制造商在原产真品的基础之上，又根据当地需求进行发展，例如可以使用两张SIM卡的山寨iPhone等。

### 负面评价
中国青年出版社社长张景岩认为：“急功近利的‘山寨风’愈演愈烈，将加剧中国文化原创力的脑萎缩和脑死亡，这是一个非常可怕的信号”。
一般而言“山寨食品”的最大危害在于生产环境恶劣、卫生条件不达标，甚至含有超出国家允许剂量的添加剂等，威脅民眾健康。

## 流行文化
山寨精神，即指模仿搞怪、成本最小化等各种与社会主流相区别的现象。山寨现象是草根阶层得不到和主流精英阶层诉求、沟通的机会，而迅速在中华人民共和国互联网传播。“山寨”是对主流阶层的反讽解构。山寨还是一种草根反主流阶层的社会文化现象，表达自己的独特的看法，对主流权威们叫板、解构，如山寨版春晚、山寨版百家讲坛、山寨版明星等。